# TEAS'TEA
TEAS'TEA（ティーズティー ）は伊藤園が発売する紅茶飲料のブランド名である。

## 概要
「TEAS'TEA」という名称は元々、伊藤園の海外子会社である、ITO EN (North America) INC.が2002年から北米市場向けに発売されている主力ブランドであった。コンセプトはブランド名の由来にもなっている"お茶の中のお茶"で、ライトな味わいで香りを楽しむのが特徴である。
日本でもここ最近、若い世代を中心にすっきり飲みやすく香りを楽しむ茶系飲料のニーズが高く、且つ、その傾向が女性のほうが強かったこともあり、2009年4月に茶系飲料ブランドとして日本に上陸した。この時点では緑茶飲料「Green-Straight（グリーンストレート）」とダージリンにレモングラスを加えた無糖タイプの紅茶飲料「Herb Darjeeling（ハーブダージリン）」の2種類であった。
その後、同年8月にITO EN (North America) INC.と共同開発したフルーツ系を中心とした紅茶ブランドに転換し、「ベルガモット&オレンジティー」と「フレッシュアップルティー」を発売した。ブランドコンセプトも"香りを楽しむ、やさしい味わいの新紅茶"となった。また、9月にはティーバッグ製品2アイテム（オレンジ&アールグレイ、ローズ&アップルティー）、インスタント製品2アイテム（アールグレイミルクティー、ジンジャーチャイ）の計4アイテムが追加発売された。さらに、11月にはブランド初となるホット製品「 チャイミルクティー」が登場した。
売り上げも顕著に表れ、2008年8月～2009年6月の約11か月間でシリーズ合計で500万ケース（1億2000万本）を記録。これは伊藤園が発売してきた歴代の紅茶ブランドの中でも初めての大台突破となった。
一方、「濃くておいしいミルクティー」や「Stick Latte 抹茶ラテ 粉末タイプ」のように、独立ブランドからの組み込みもあった。
2016年10月に従来のコンセプトを刷新した「TEAs'TEA NEW AUTHENTIC（ティーズティー ニュー オーセンティック）」が新たに発売され、「TEAS'TEA」では少なかったストレートティーや和風ミルクティーの「ほうじ茶ラテ」などがラインナップされた。また、2019年8月に発売された「TEAs'TEA NEW AUTHENTIC 生オレンジティー」は、カフェスタンドで売られるフルーツティーをヒントに作られており、発売から約1カ月で1200万本を売り上げ、女性たちの支持を集めた。
その後、新製品の発売やラインナップの整理により、従来からの「TEAS'TEA」はボトル缶入りのストレートティーとプレミアムティーバッグ2種が残るのみとなっている。
子会社であるタリーズコーヒーで供される紅茶飲料のメニューにも「TEAS'TEA」を冠している。

## ラインナップ

### ドリンク製品
- NEW AUTHENTIC
  - 生オレンジティー（275mlPET/500mlPET/ホット450mlPET） - 275mlPETは自動販売機限定・温冷兼用ボトル
  - しあわせ香る 焙じた紅茶（500mlPET）
  - ほうじ茶ラテ（280mlPET/500mlPET/ホット275mlPET/ホット345mlPET/ホット500mlPET） - ほうじ茶ベースの和風ミルクティー。本品は「清涼飲料水」に分類される。また、500mlPETについては、通常品の他に、コンビニエンスストア向けが設定されている（ボトル形状は2019年9月の仕様変更でコンビニエンスストア向け仕様と統一されたが、ブランドロゴが2019年8月以降のロゴに変更されており、ラベルデザインが異なる）。ホット275mlPETは自動販売機限定、ホット500mlPETはコンビニエンスストア限定。
  - 麦芽オレ（500mlPET）
  - 生アップルティー（500mlPET）
  - 濃くておいしいミルクティー（280g缶） - チチヤスブランドの「ミルクがおいしいミルクティー（250g缶）」へ継承され一度終売していたが、2021年2月にリニューアルの上再発売。
- ダージリンストレート（285mlボトル缶） - ホット専用無糖ストレートティーで、2013年12月9日より発売されている。

### リーフ製品
- NEW AUTHENTIC 水出しティーバッグ - 500ml用の水出しタイプ
  - 日本の紅茶（15袋）
  - ピーチティーwithグリーンティー（15袋）
  - アールグレイwithオレンジピール（15袋）
- プレミアムティーバッグ - 三角ナイロンバッグを採用したティーバッグ製品
  - オレンジ&アールグレイ ティーバッグ（10袋）
  - カモミール&アップルティー（10袋）
- NEW AUTHENTIC おいしい無添加 - スティックタイプ
  - 抹茶ラテ（5本）
  - ほうじ茶ラテ（5本）

### 販売終了品
| 商品名                                                       | 販売時期 | 容量 | 備考 | 注            |
| ------------------------------------------------------------ | --- | --- | --- | ------------- |
| ベルガモット&オレンジティー                                  | 2009年8月 - 2010年9月27日（ホット2種） 2013年9月23日（265mlPET） | - 265mlPET - 280mlPET - 500mlPET - 275mlホットPET - 330mlホットPET                                                                     | 2012年5月21日のリニューアルより、人工甘味料不使用になった。 | [ 2 ] [ 8 ]   |
| フレッシュアップルティー                                     | | 280mlPET | | [ 2 ]         |
| White&Yellow ピーチティー                                    | - 旧ピーチティー - 2011年12月12日 - 2012年11月5日（ホット2種） - White&Yellow ピーチティー - 2013年10月21日                                                                     | 265mlPET 旧ピーチティー 280mlPET 500mlPET ホット275mlPET ホット330mlPET                                                                | 発売当初は「ピーチティー」という名称であり、冬季限定品の位置づけだったが、2011年2月27日より通年商品化された 2013年10月21日に「White&Yellow ピーチティー」へ改名しつつも、「ピーチティー」の280mlPETは継続販売 | [ 9 ]         |
| マンゴーティー                                               | 2012年6月4日 | 280mlPET | 自動販売機向け季節限定品 |               |
| グレープフルーツティー                                       | 2012年6月25日 | 280mlPET 500mlPET | 2013年6月3日より、280mlペットボトルに変更し、季節限定品として発売。 |               |
| ハーブ&レモンティー                                          | 2013年6月17日 | 500mlPET | |               |
| THEダージリン100                                             | 2011年6月20日 2011年9月12日（ホット2種） | - 280mlPET - 500mlPET - 275mlホットPET - 330mlホットPET                                                                                | |               |
| マスカット&ダージリンティー                                  | 2013年3月4日 | 280mlPET 500mlPET | |               |
| 香る無糖Newアールグレイ                                      | 2013年9月23日 | 280mlPET 500mlPET | |               |
| ダージリン アイスストレート                                  | 2014年7月21日 | 390mlボトル缶 | |               |
| ベリーベリーティー ストロベリー&ブルーベリー                 | 2014年2月3日 | 500mlPET | |               |
| ミントジュレップレモンティー                                 | 2014年5月5日 | 280mlPET 500mlPET | |               |
| ストロベリーティー                                           | 2015年2月2日 | 280mlPET 500mlPET | |               |
| カモミール&アップルティー                                    | 2010年2月1日（GREEN&RED アップルティー） 2013年9月23日（265mlPET） 2014年8月4日(カモミール&アップルティー)                                                                      | 265mlPET 280mlPET 500mlPET | 発売当初は「GREEN&RED アップルティー」という名称で発売されていた。2014年8月4日のリニューアルにて「カモミール&アップルティー」に改称。                                                                         |               |
| ローズ&ピーチティー                                          | | 280mlPET 500mlPET | |               |
| マンゴーラッシー                                             | 2014年6月30日 | 350mlPET | |               |
| チャイミルクティー                                           | 2009年9月28日(500mlPET) 2009年11月16日（ホット275mlペット） 2010年10月25日(250ml紙パック)                                                                                       | - 200ml紙パック - ホット275mlペット - 500mlPET                                                                                         | | -             |
| MANHATTANミルクティー                                        | 2010年 6月7日（280mlPET,500mlPET） 2010年10月25日（280g缶、ホット275mlPET) 2010年11月22日 （270mlボトル缶）                                                                     | - 280g缶 - 280mlPET - 500mlPET - ホット275mlPET                                                                                        | 豆乳を使用した低脂肪ミルクティー | [ 11 ]        |
| アールグレイアイスミルクティー                               | 2011年7月 | 275gボトル缶 | |               |
| MILK50%ロイヤルミルクティー                                  | 2011年11月7日 | 190g缶 | | [ 12 ]        |
| ヨーグルトティー                                             | 2012年12月10日 | 450mlPET | ミルクティーとチチヤスヨーグルトを合わせた製品 | [ 13 ]        |
| アーモンドミルクティー                                       | | 500mlPET,ホット275mlPET | アーモンドミルクを用いたミルクティー | [ 14 ]        |
| 抹茶ラテ                                                     | 2012年4月16日 | 270mlボトル缶 | |               |
| ティースパークリング                                         | 2014年4月21日 | - 500mlPET - 410mlPET | 2015年4月6日に仕様を変更して再発売。 |               |
| アールグレイ スパークリング                                  | 2014年7月7日 | 450mlPET | |               |
| ベルガモット&オレンジティースパークリング                    | 2014年12月1日 | 410mlPET | 当初は冬季限定品として発売されていたが、2015年4月6日のリニューアルの際に通年化された。 |               |
| ローズ&ピーチティースパークリング                            | 2014年12月1日 | 410mlPET | 当初は冬季限定品として発売されていたが、2015年4月6日のリニューアルの際に通年化された。 |               |
| Light STYLE ベルガモット&オレンジティー                      | | 280mlPET 500mlPET | | [ 15 ]        |
| Light STYLE ピーチティー                                     | 2015年10月5日 | 280mlPET 500mlPET | | [ 15 ]        |
| Light STYLE マスカットティー                                 | 2015年8月3日 | 280mlPET 500mlPET | 2015年10月5日のリニューアルにて500mlを果汁の割合を30%から他の「Light STYLE」のフルーツティーと同じ25%に変更                                                                                                   | [ 16 ]        |
| Light STYLE ミルクティー                                     | 2015年11月2日 | 450mlPET,275mlホットPET | | [ 17 ]        |
| Light STYLE 抹茶ミルクティー                                 | 2015年11月2日 | 450mlPET | | [ 17 ]        |
| Light STYLE マスカットティースパークリング                   | 2015年12月21日 | 410mlPET | 冬季限定の紅茶炭酸飲料 | [ 18 ]        |
| Light STYLE アップルティー                                   | 2016年1月18日 | 500mlPET | | [ 19 ]        |
| MANHATTAN ORANGE TEA（マンハッタン オレンジティー）          | 2016年6月20日 | 500mlPET | 「Light STYLE ベルガモット&オレンジティー」の後継品 | [ 20 ]        |
| BROOKLYN PEACH TEA（ブルックリン ピーチティー）              | 2016年6月20日 | 500mlPET | 「 Light STYLE ピーチティー」の後継品 | [ 20 ]        |
| CENTRAL PARK MUSCAT TEA（セントラルパーク マスカットティー） | 2016年6月20日 | 500mlPET | 「 Light STYLE マスカットティー」の後継品 | [ 20 ]        |
| NEW AUTHENTIC 日本の紅茶                                     | 2016年10月3日 2018年11月12日（再発売） | 450mlPET/500mlPET | 「NEW AUTHENTIC」第1弾 2017年10月16日のリニューアルにより、450mlPETを500mlに増量したほか、砂糖が加えられた | [ 21 ] [ 22 ] |
| NEW AUTHENTIC ほうじ茶ラテ                                   | - 2016年10月10日 - 2016年11月14日(ホット345mlPET) - 2017年10月16日(ホット275mlPET) - 2018年3月12日（280mlPET） - 2018年10月1日(ホット500mlPET) - 2019年3月11日（250ml紙パック） | - 250ml紙パック - 450mlPET - ホット345mlPET - ホット275mlPET（自販機専用） - 280mlPET - ホット500mlPET（コンビニ専用） - 250ml紙パック | 「NEW AUTHENTIC」第2弾 2017年10月16日のリニューアルにより、450mlPETを500mlに増量した | [ 21 ]        |
| NEW AUTHENTIC やさしい大麦ラテ                               | 2018年3月12日 | 500mlPET | 「NEW AUTHENTIC やさしいむぎラテ」へ継承 | [ 23 ]        |
| NEW AUTHENTIC ダージリン                                     | 2016年10月3日 | 450mlPET | 「NEW AUTHENTIC」第1弾 | [ 21 ]        |
| NEW AUTHENTIC アップルティーwithルイボス                     | 2016年10月31日 | 450mlPET | 「NEW AUTHENTIC」第3弾 | [ 21 ]        |
| NEW AUTHENTIC ピーチティーwithグリーンティー                 | 2016年10月31日 | 450mlPET | 「NEW AUTHENTIC」第3弾 2017年3月6日のリニューアルにて、カフェインゼロ（100mlあたり0.001g未満）化した。 | [ 21 ] [ 24 ] |
| NEW AUTHENTIC ジャスミンミルクティー                         | 2017年5月8日 | 450mlPET | | [ 25 ]        |
| NEW AUTHENTIC グリーンティーモヒート                         | 2017年7月3日 | 450mlPET | 製品名に"モヒート"と記載されているが、アルコールは入っていない。 | [ 26 ]        |
| NEW AUTHENTIC グリーンティー Sparkling                       | 2017年11月20日 | 450mlPET | 緑茶ベースの炭酸飲料 | [ 27 ]        |
| NEW AUTHENTIC ミントジュレップレモンティー                   | 2018年 6月11日 | 500mlPET | | [ 28 ]        |
| NEW AUTHENTIC やさしいむぎラテ                               | 2018年10月15日 | 500mlPET | | [ 29 ]        |
| NEW AUTHENTIC 生オレンジティー                               | 2019年8月5日 | 280mlPET | | [ 30 ]        |

| 商品名                                               | 販売時期                   | 入数              | 備考 | 注     |
| ---------------------------------------------------- | -------------------------- | ----------------- | ---- | ------ |
| ローズ&アップルティー ティーバッグ                   |                            | 10袋              |      |        |
| Green&Red アップルティー ティーバッグ                |                            | 10袋              |      |        |
| オレンジ&アールグレイ ティーバッグ カフェインオフ    | 2013年9月9日               | 8袋               |      |        |
| Green&Red アップルティー ティーバッグ カフェインオフ | 2013年9月9日               | 8袋               |      |        |
| オレンジ&アールグレイ ティーバッグ                   | 2010年 3月1日 （水出し用） | 10袋 水出し用15袋 |      |        |
| ジンジャーティー ティーバッグ                        | 2011年9月5日               | 10袋              |      |        |
| レモン&マンゴーティー ティーバッグ                   | 2010年 3月1日 （水出し用） | 15袋              |      |        |
| ミックスベリーティー ティーバッグ                    | 2011年3月7日               | 15袋              |      |        |
| NEW AUTHENTIC 日本の紅茶                             | 2017年3月6日               | 15袋              |      | [ 31 ] |
| NEW AUTHENTIC ピーチティーwithグリーンティー         | 2017年3月6日               | 15袋              |      | [ 31 ] |
| NEW AUTHENTIC アールグレイwithオレンジピール         | 2017年3月6日               | 15袋              |      | [ 31 ] |

| 商品名                                          | 販売時期              | 入数    | 備考                             | 注     |
| ----------------------------------------------- | --------------------- | ------- | -------------------------------- | ------ |
| Stick Latte アールグレイミルクティー 粉末タイプ | 2010年 9月6日 （4本） | 2本,4本 |                                  |        |
| Stick Latte ジンジャーチャイ 粉末タイプ         | 2010年 9月6日 （4本） | 2本,4本 |                                  |        |
| Stick Latte 抹茶ラテ 粉末タイプ                 | 2011年9月5日          |         | 元々は独立ブランドで展開していた |        |
| Stick Latte ジンジャーミルクティー 粉末タイプ   | 2012年9月10日         | 7本     |                                  |        |
| おいしい無添加 抹茶ラテ                         | 2017年3月6日          | 5本     |                                  | [ 32 ] |
| おいしい無添加 ほうじ茶ラテ                     | 2017年3月6日          | 5本     |                                  | [ 32 ] |